# Голлінгштедт
Голлінгштедт (нім. Hollingstedt) — громада в Німеччині, розташована в землі Шлезвіг-Гольштейн. Входить до складу району Шлезвіг-Фленсбург. Складова частина об'єднання громад Аренсгарде.
Площа — 17,51 км2. Населення становить 988 ос. (станом на 31 грудня 2020).

## Галерея

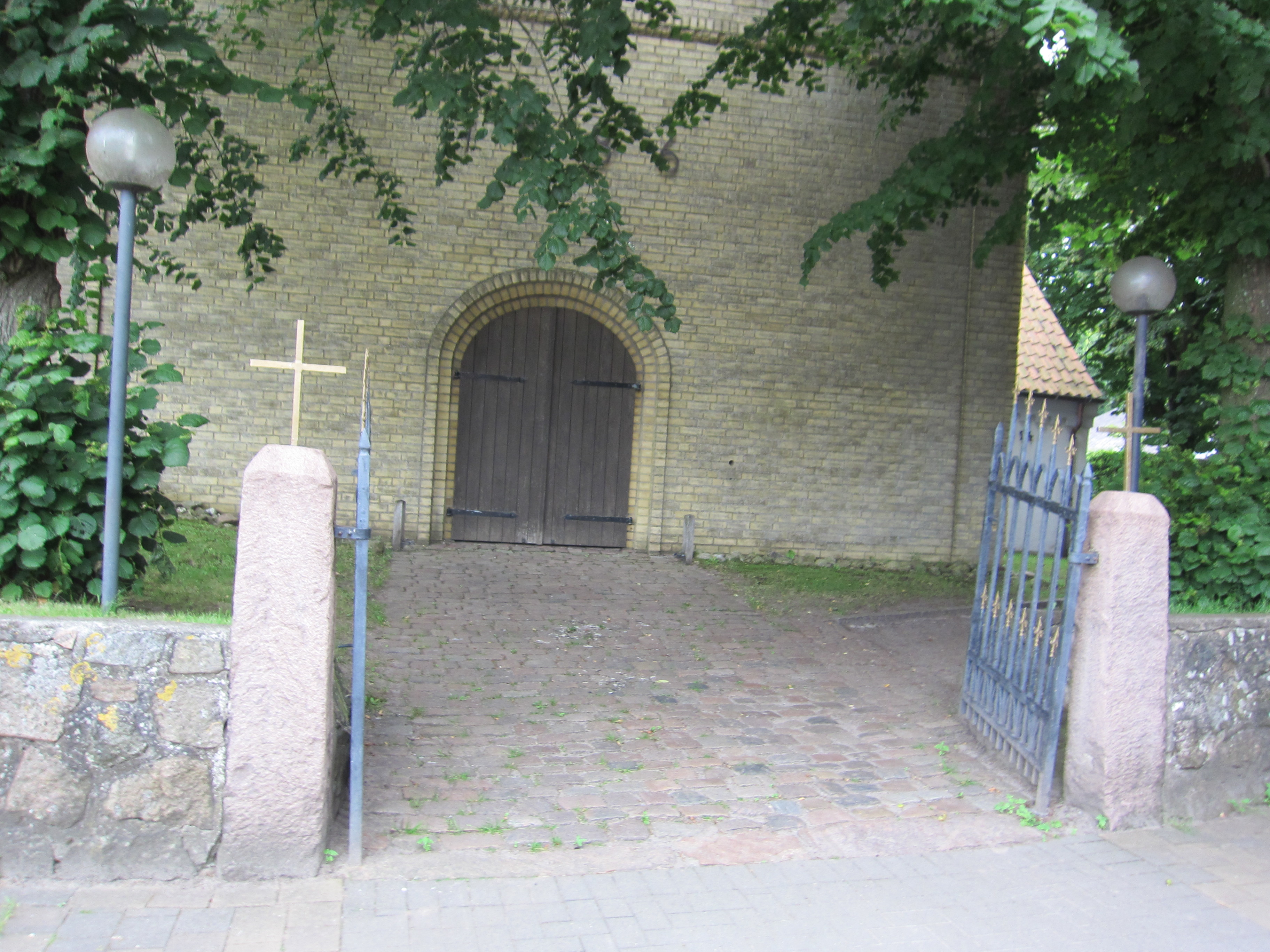
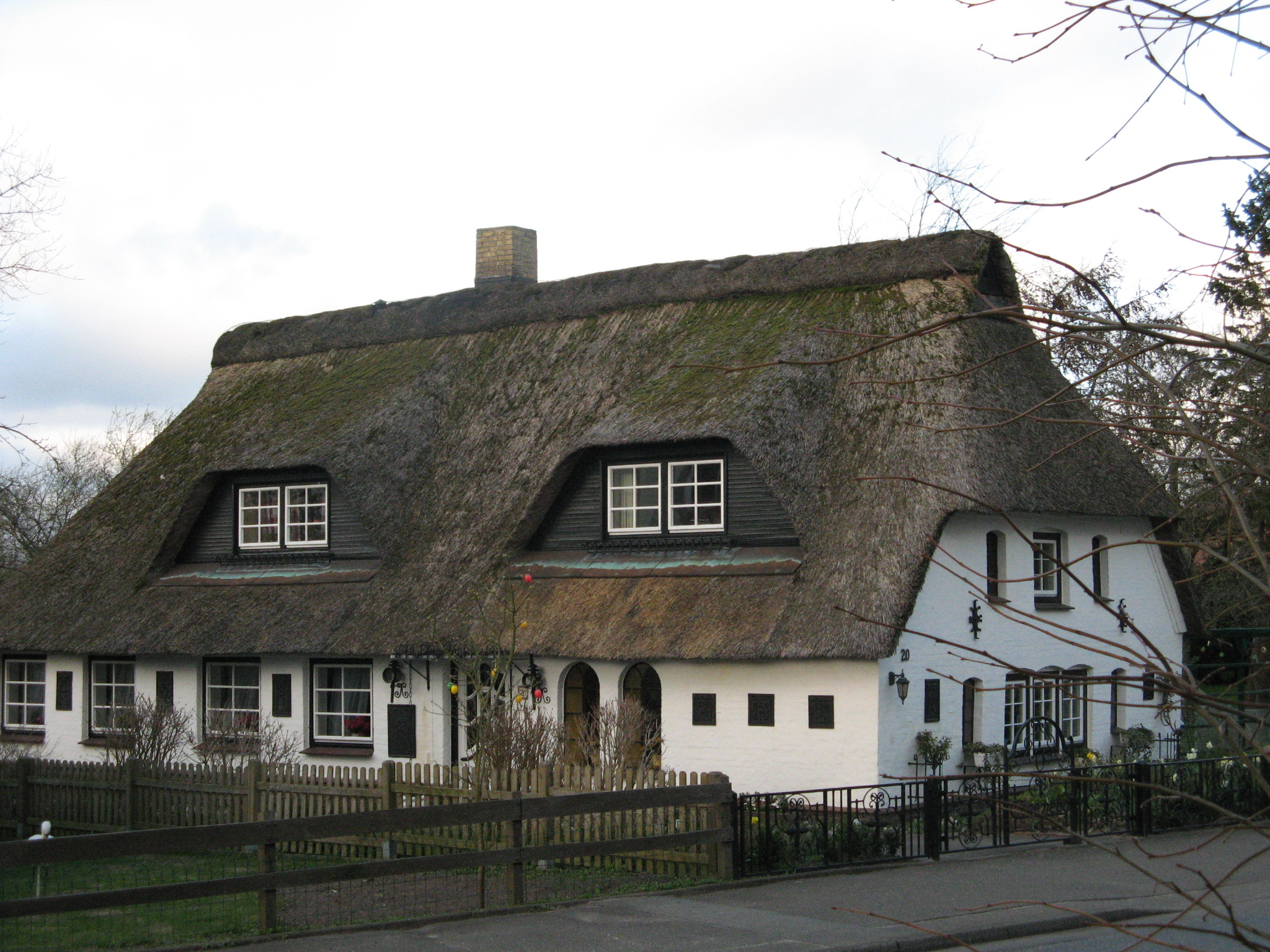
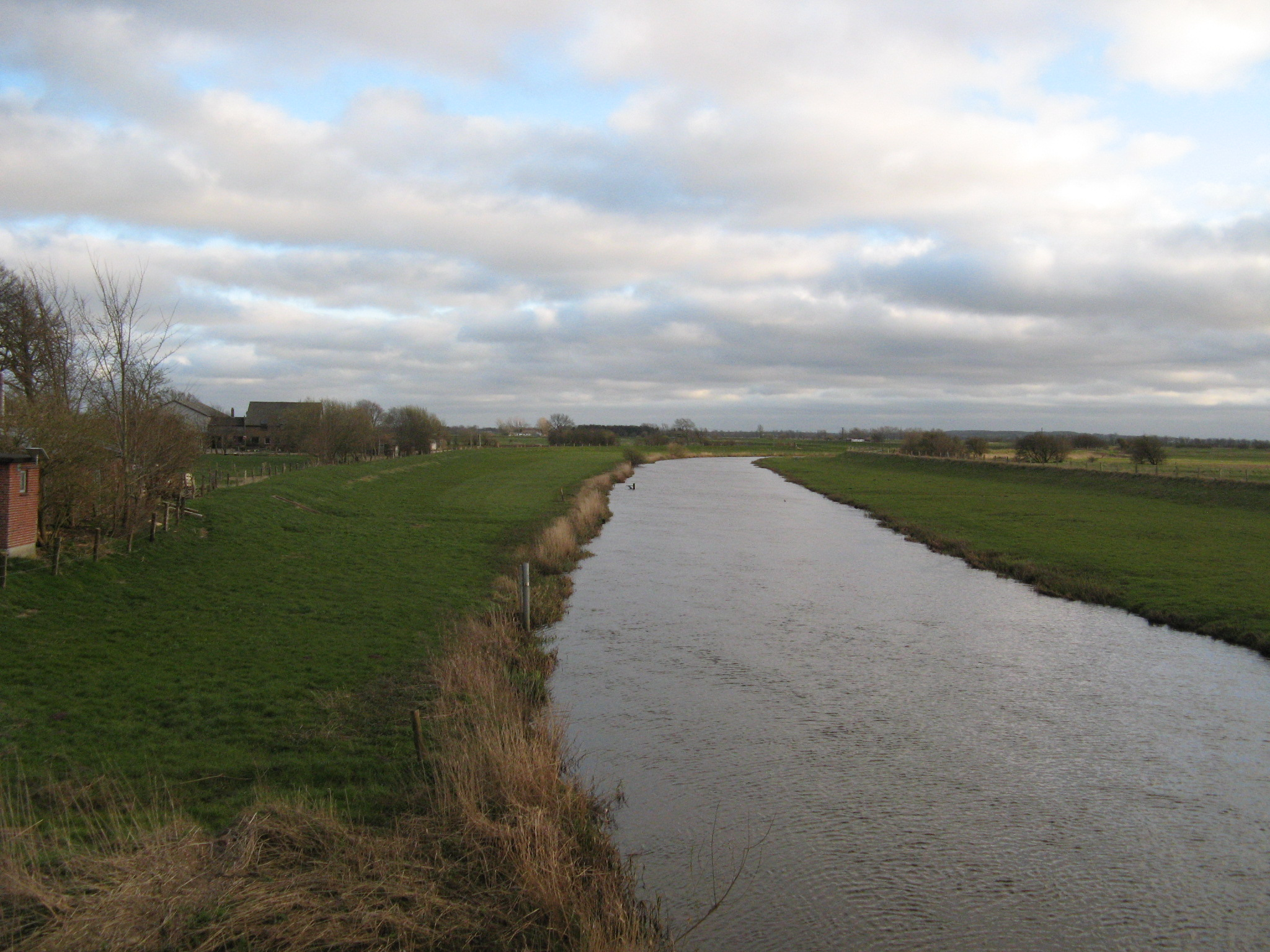
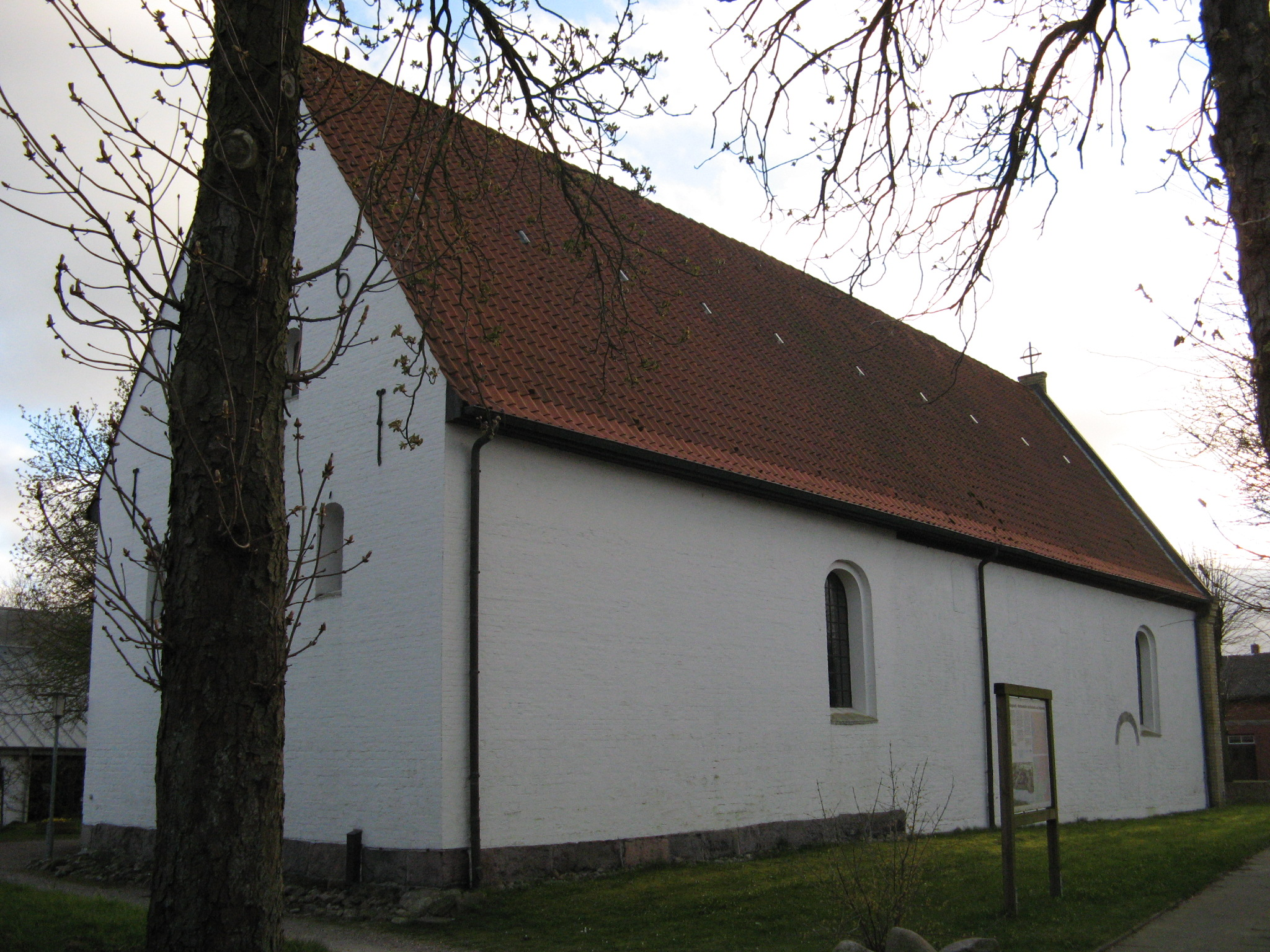
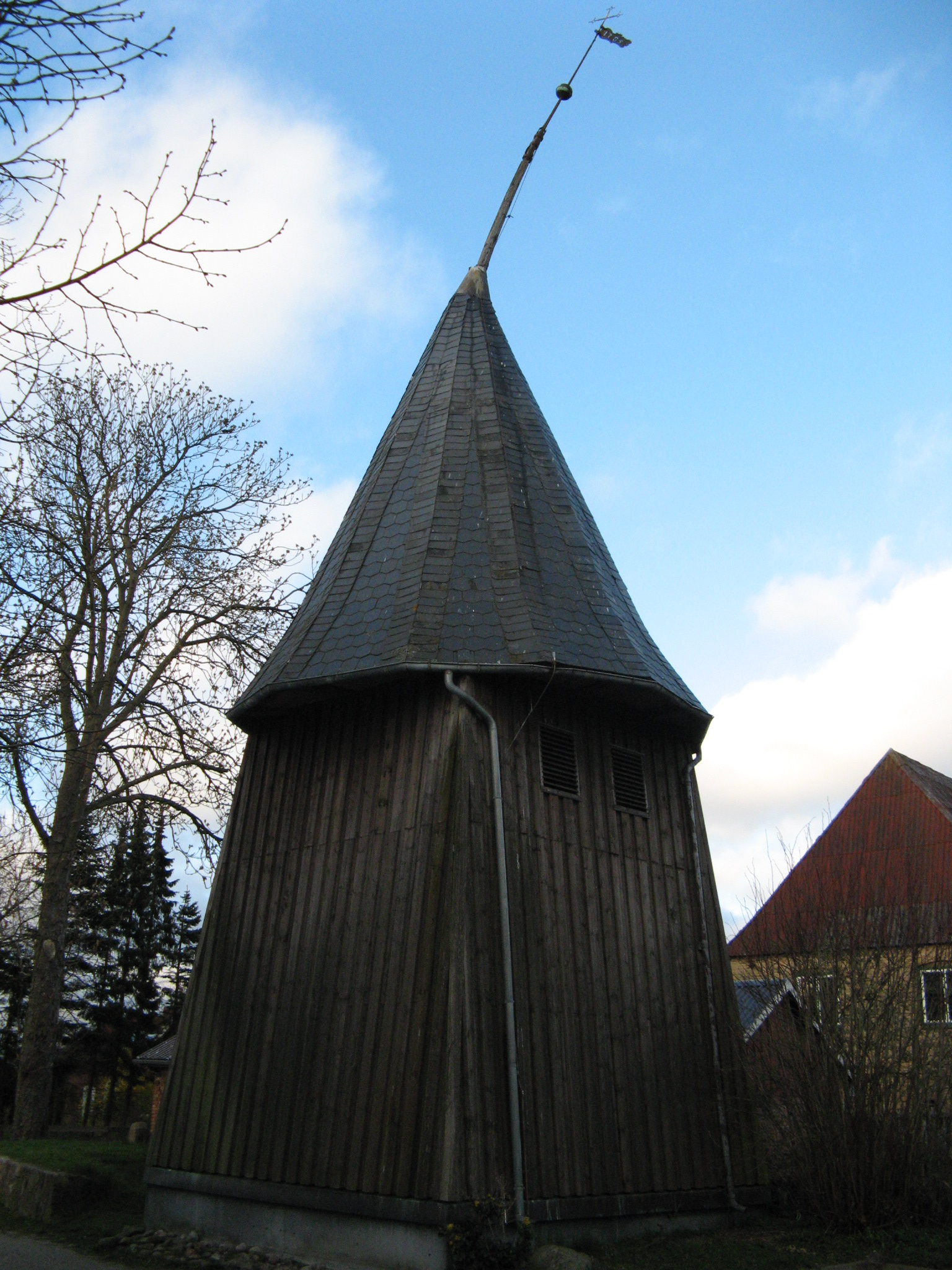
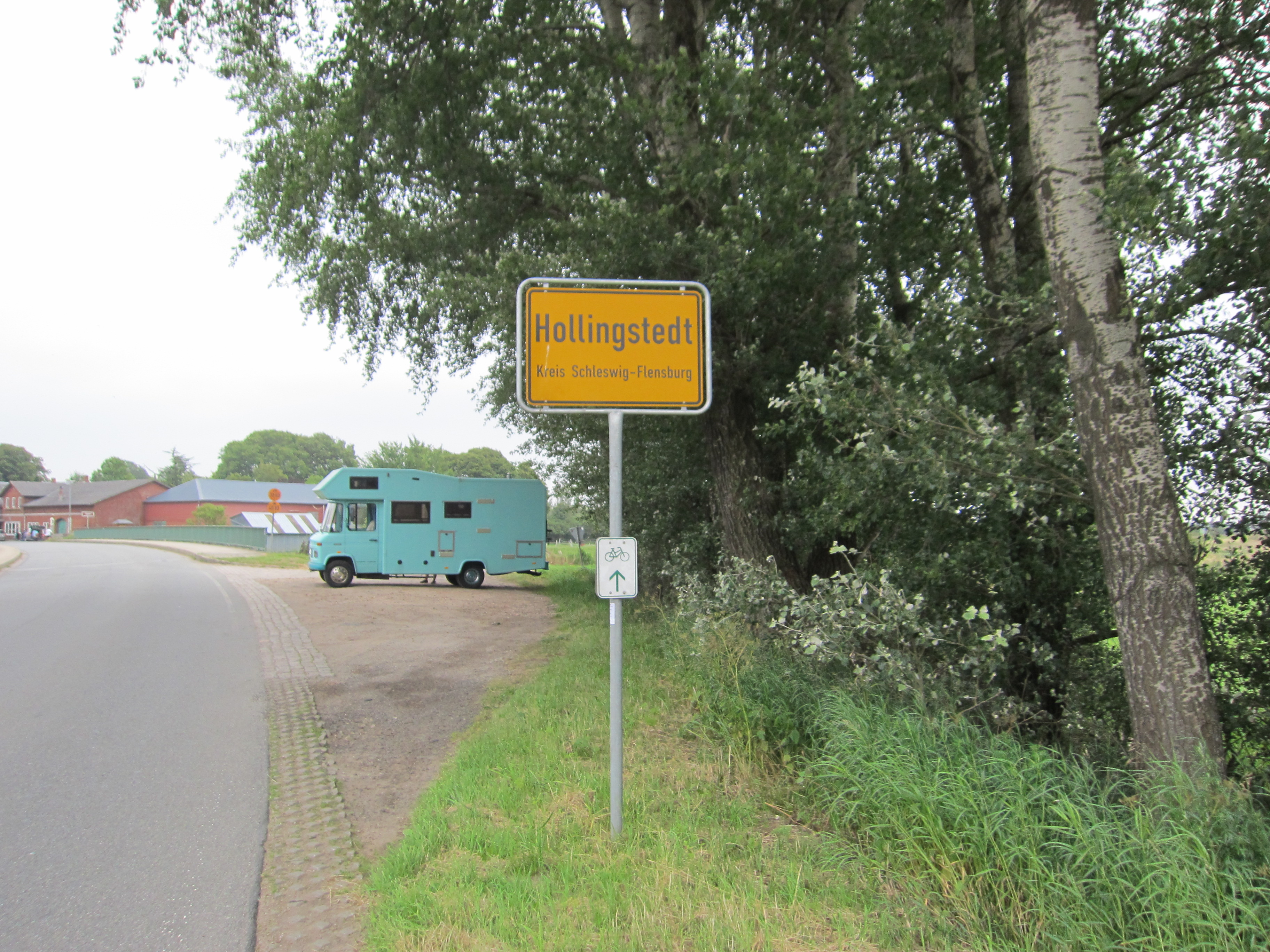